# Diocèse de Panevėžys
Le diocèse de Panevėžys (en latin : Dioecesis Panevezensis) est une circonscription ecclésiastique de l'Église catholique en  Lituanie dont le siège se trouve à Panevėžys. Il est suffragant de l'archidiocèse de Vilnius. L'évêque actuel est Genadijus Linas Vodopjanovas (it) (depuis 2016). 

## Historique
Le diocèse a été érigé le 4 avril 1926 par la bulle Lituanorum gente du pape Pie XI, prenant son territoire du diocèse de Samogitie (aujourd'hui archidiocèse de Kaunas).
D'abord suffragant de l'archidiocèse de Kaunas, il a été rattaché le 24 décembre 1991 à la province ecclésiastique de Vilnius en vertu des bulles Quo efficacius et Rerum profecto du pape Jean-Paul II.
Le 28 mars 1997, il a cédé une partie de son territoire pour l'érection du diocèse de Šiauliai. 

## Territoire

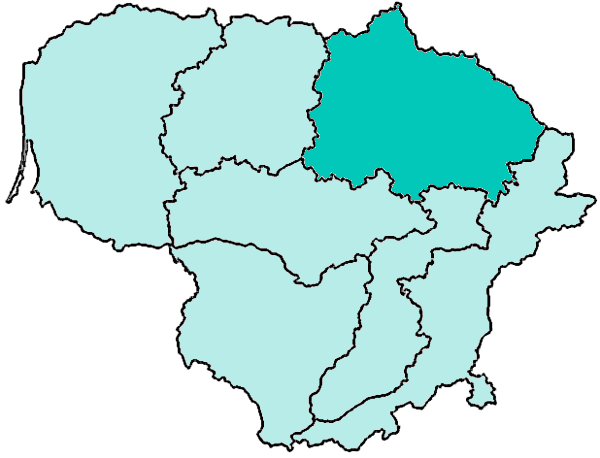
Localisation du diocèse.

Le diocèse comprend l'apskritis de Panevėžys et la partie occidentale de celle d'Utena.
Le siège de l'évêque est à Panevėžys, où se trouve la cathédrale du Christ-Roi (Kristaus Karaliaus katedra). À Krekenava se trouve la basilique mineure de l'Assomption-de-la-Vierge-Marie (Švč. Mergelės Marijos Ėmimo į dangų bazilika).
Le territoire est divisé en 9 doyennés et 111 paroisses. 

## Liste des évêques Panevėžys
- Kaziemiras Paltarokas, évêque du 5 avril 1926 à sa mort, le 3 janvier 1958,
- Romualdas Krikščiūnas, administrateur apostolique du 6 juillet 1973 au 15 mai 1983,
- Juozas Preikšas, administrateur apostolique, du 2 avril 1989 au 24 décembre 1991,
- Juozas Preikšas, évêque du 24 décembre 1991 jusqu'à sa retraite, le 5 janvier 2002,
- Jonas Kauneckas, évêque du 5 janvier 2002 jusqu'à sa retraite, le 6 juin 2013,
- Lionginas Virbalas (S.J.), du 6 juin 2013 au 11 juin 2015, nommé archevêque de Kaunas,
- Genadijus Linas Vodopjanovas (it), O.F.M., nommé le 20 mai 2016

## Source
- (it) Cet article est partiellement ou en totalité issu de l’article de Wikipédia en italien intitulé « Diocesi di Panevėžys » (voir la liste des auteurs).

### Article lié
- Église catholique en Lituanie